# Thomas Wiegand (Elektrotechniker)

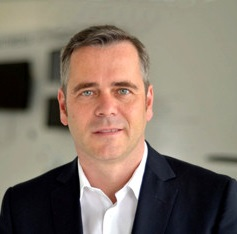
Thomas Wiegand

Thomas Wiegand (* 6. Mai 1970 in Wismar) ist ein deutscher Elektrotechniker. Er ist einer der beiden Institutsleiter des Fraunhofer Heinrich-Hertz-Instituts HHI und Professor für Bildkommunikation sowie Leiter des Fachgebiets Medientechnik an der Technischen Universität Berlin. Er ist Mitglied der Deutschen Akademie der Technikwissenschaften Acatech und der Deutschen Akademie der Naturforscher Leopoldina.
Wiegand war maßgeblich an der Entwicklung der Videocodierstandards H.264/MPEG-AVC, H.265/MPEG-HEVC und H.266/MPEG-VVC beteiligt. Er war einer der Leiter der Standardisierungsgremien ITU-T Video Coding Experts Group (VCEG) und ISO/IEC Moving Picture Experts Group (MPEG) Video und hat als Editor die 280 Seiten umfassende H.264/MPEG-AVC-Spezifikation verfasst. Im Juli 2006 wurde die von Gary J. Sullivan und Wiegand in den vorangegangenen sechs Jahren gemeinsam geleitete Videocodierungsarbeit der ITU-T zum einflussreichsten Bereich der Normungsarbeit von CCITT und ITU-T in ihrer 50-jährigen Geschichte erklärt. Seit 2018 ist Wiegand Vorsitzender der ITU/WHO Focus Group on Artificial Intelligence for Health (FG-AI4H). Thomson Reuters listet Wiegand seit 2014 als einen der meistzitierten Forschenden auf seinem Gebiet in der Liste „The World’s Most Influential Scientific Minds“ auf.

## Leben
Thomas Wiegand machte noch zur Zeit der DDR zunächst eine Ausbildung zum Elektromonteur. Danach begann er ein Studium der Elektrotechnik an der Technischen Hochschule Wismar und wechselte im Jahr 1991 nach seinem Vordiplom an die Technische Universität Hamburg-Harburg, wo er 1995 sein Studium als Diplomingenieur abschloss. Während des Studiums war er als Gastwissenschaftler an der Universität Kōbe 1993–1994 und der Universität Kalifornien, Santa Barbara 1995. Während des Aufenthaltes an der Universität Kalifornien begann er mit seinen Arbeiten zur Videocodierung und -übertragung. Danach wurde er wissenschaftlicher Mitarbeiter am Lehrstuhl für Nachrichtentechnik an der Friedrich-Alexander-Universität Erlangen-Nürnberg und promovierte im Jahr 2000. Während seiner Promotion 1997–1998 war er als Gastwissenschaftler und von 2011 bis 2012 als Gastprofessor an der Universität Stanford tätig.
Im Jahr 2000 wurde Wiegand zu einem der Leiter von VCEG, im Jahr 2001 Leiter des JVT und im Jahr 2005 zu einem der Leiter von MPEG Video ernannt. Im Jahr 2006 ist ihm die Mitbetreuung des ITU-T-Teils der JPEG-Standardisierung übertragen worden.
Seit 2008 ist Wiegand Professor an der Technischen Universität Berlin und leitet dort das Fachgebiet Bildkommunikation. Gleichzeitig leitet er zusammen mit Martin Schell das Fraunhofer Heinrich-Hertz-Institut HHI. Von 2000 bis 2008 leitete er dort die Gruppe Bildkommunikation und von 2008 bis 2013 zusammen mit Ralf Schäfer die Abteilung Bildsignalverarbeitung. Seit 2020 ist er Fellow am Berlin Institute for the Foundations of Learning and Data (BIFOLD).
Seine Forschungsinteressen liegen in den Bereichen Verarbeitung, Codierung und Übertragung von Videosignalen, Semantik in Bildern und Videos, Repräsentation, Codierung und Übertragung von 3D-Welten.
Wiegand hat eine Reihe von wissenschaftlichen Beiträgen zur Videocodierung und anderen Themengebieten geleistet und hat mit einer Vielzahl von Vorschlägen zur Standardisierung von Videocodierung bei der ITU-T Video Coding Experts Group (ITU-T SG 16 Q.6: VCEG), der ISO/IEC Moving Pictures Experts Group (ISO/IEC JTC1/SC29/WG11 - MPEG) und zur Standardisierung von Videoübertragung bei 3GPP und DVB beigetragen.

## Verschiedenes
- 1997–1998: Berater für 8x8, Inc., Santa Clara, Kalifornien, USA
- 2006–2011: Mitglied des Technical Advisory Board von Vidyo, Inc, Hackensack, New Jersey, USA
- 2006–2008: Mitglied des Technical Advisory Board von Stream Processors, Inc., Sunnyvale, Kalifornien, USA
- 2007–2009: Mitglied des Technical Advisory Board von Skyfire, Inc., Mountain View, Kalifornien, USA

## Ehrungen (Auswahl)
- 2004: Joseph-von-Fraunhofer-Preis (zusammen mit Detlev Marpe und Heiko Schwarz)[5]
- 2004: Preis der Informationstechnischen Gesellschaft (ITG) im VDE (Deutschland) (zusammen mit Detlev Marpe und Heiko Schwarz)
- 2006: Die Arbeiten zur Videocodierung in der ITU-T, die gemeinsam von Gary Sullivan und Thomas Wiegand seit dem Jahr 2000 geleitet wurden, wurden zum einflussreichsten Standardisierungsthema der CCITT und ITU-T in deren 50-jährigen Geschichte gewählt[6]
- 2008: Primetime Emmy Engineering Award (zusammen mit dem JVT-Standardisierungskomitee von der amerikanischen Academy of Television Arts & Sciences für die Entwicklung des High Profile von H.264/MPEG-4 AVC, bei welchem Wiegand als Associated Rapporteur/Co-chair des JVT, Editor des Standards und mit technischen Beiträgen mitwirkte)[7]
- 2009: Daytime Emmy Technology & Engineering Award (zusammen mit der ITU-T VCEG und ISO/IEC MPEG von der amerikanischen National Academy of Television Arts and Sciences für H.264, bei welchem Wiegand als Associated Rapporteur/Co-chair, Editor des Standards und mit technischen Beiträgen mitwirkte)[8]
- 2009: Innovationspreis der Vodafone-Stiftung für Forschung in der Mobilkommunikation[9]
- 2009: Group Technical Achievement Award der European Association for Signal Processing (EURASIP) für geleistete Beiträge zur Forschung und Standardisierung in der Videocodierung[10]
- 2011: Fellow der IEEE „for contributions to video coding and its standardization“[11]
- 2011: Karl Heinz Beckurts-Preis (zusammen mit Detlev Marpe und Heiko Schwarz)[12]
- 2012: IEEE Masaru Ibuka Consumer Electronics Award (zusammen mit Gisle Bjontegaard und Gary J. Sullivan)[13]
- 2013: Forschungspreis Technische Kommunikation[14]
- 2013: International Multimedia Telecommunications Consortium (IMTC) Leadership Award[15]
- 2014: Richard-Theile-Medaille der Fernseh- und Kinotechnischen Gesellschaft (FKTG)[16]
- 2015: ITU 150 Award[17]
- 2016: Mitglied der Deutschen Akademie der Technikwissenschaften Acatech[18]
- 2017: Primetime Emmy Engineering Award (zusammen mit der JCT-VC-Standardisierungsgruppe von der amerikanischen Academy of Television Arts & Sciences für die Entwicklung des Standards High Efficiency Video Coding - H.265/MPEG-HEVC)[19]
- 2018: Mitglied der Deutschen Akademie der Naturforscher Leopoldina[20]
- 2022: Fellow der Informationstechnische Gesellschaft im VDE (ITG) 2022, für seine „von der gesamten Fachwelt beachteten herausragenden Leistungen auf dem Gebiet der Nachrichten- und Informationstechnik, in Verbindung mit [seinem] Engagement in unserer Fachgesellschaft“.[21]

## Publikationspreise
- 1998: SPIE VCIP Best Student Paper Award (zusammen mit Eckehard Steinbach, Axel Stensrud und Bernd Girod)[22]
- 2009: Best Paper Award der IEEE Transactions on Circuits and Systems for Video Technology (zusammen mit Heiko Schwarz und Detlev Marpe)[23]
- 2011: Best Paper Award der EURASIP (European Association for Signal Processing) (zusammen mit Karsten Müller, Aljoscha Smolic, Kristina Dix, Philipp Merkle und Peter Kauff)[24]
- 2013: Best Paper Award der IEEE Transactions on Circuits and Systems for Video Technology (zusammen mit Gary Sullivan, Jens-Rainer Ohm und Woo-Jin Han)[25]
- 2013: Best Journal Paper Award der IEEE Communications Society MMTC (zusammen mit Patrick Ndjiki-Nya, Martin Koppel, Dimitar Doshkov, Haricharan Lakshman, Philipp Merkle und Karsten Müller)[26]
- 2014: Best Paper Award der EURASIP (European Association for Signal Processing) (zusammen mit P. Merkle, Y. Morvan, A. Smolic, D. Farin, K. Müller und P.H.N. de With)[24]
- 2019: Best Poster Presentation Paper Award, Picture Coding Symposium, Ningbo, China (PCS 2019) (zusammen mit Wang-Q Lim, Heiko Schwarz und Detlev Marpe)
- 2022: EURASIP Best Paper Award des Signal Processing: Image Communication Journal (zusammen mit R. Reisenhofer, S. Bosse und G. Kutyniok)[24]
- 2024: IEEE SPS Best Paper Award (zusammen mit Sebastian Bosse, Dominique Maniry, Klaus-Robert Müller und Wojciech Samek)